# Matwijicha (obwód kijowski)
Matwijicha (ukr. Матвіїха) – wieś na Ukrainie, w obwodzie kijowskim, w rejonie białocerkiewskim, w hromadzie Wołodarka. W 2001 liczyła 522 mieszkańców, spośród których 519 wskazało jako ojczysty język ukraiński, a 3 rosyjski.